# بلدة هولند (مقاطعة ميساوكي)
هولند، مقاطعة ميساوكي (بالإنجليزية: Holland Township, Missaukee County, Michigan)‏ هي بلدة تقع بولاية ميشيغان في الولايات المتحدة. تبلغ مساحتها 71.1 (كم²)، وترتفع عن سطح البحر 192 م، بلغ عدد سكانها 28911 نسمة في عام تعداد الولايات المتحدة 2000 حسب إحصاء مكتب تعداد الولايات المتحدة وتصل الكثافة السكانية فيها 410.6 نسمة/كم2.

## وصلات خارجية
- The US50 - Cities and Towns in Michigan State
- Michigan Cities and Towns, Facts, Map, Flag, Colleges, Government, and More